# Kaykubad II
Kayqubad II (turc anatòlic antic: کیقباد; persa: کیقباد دوم) fou sultà de Rum. Va governar des de Malatya entre 1249 i 1257, quan va morir assassinat. Com a sultà, va prendre els noms d'Ala-l-Din Kayqubad (persa: علاالدين كيقباد) i d'Alà-ad-Dunya wa-d-Din Kayqubad (àrab: علاء الدنيا والدين كيقباذ, ʿAlāʾ ad-Dunyā wa ad-Dīn Kayqubāḏ).
El 1240 Kaykhusraw II, d'acord amb el tractat de pau amb Geòrgia de 1237, es va casar formalment en terceres noces amb la princesa georgiana Tamar (Gürcü Hatun) filla de la reina Russudan de Geòrgia i neta de Tughril Shah, l'emir seljúcida d'Erzurum, que es va convertir a l'islam. Kayqubad va néixer d'aquesta unió vers el 1241, i tot i ser del seu tercer enllaç fou designat pel pare com a hereu.
El 1242 el mongols dirigits per Baidju van envair Anatòlia, i Erzurum fou ocupada. La primavera del 1243 van començar a envair l'Àsia Menor; Khaykhusraw va demanar ajut a tots els veïns, musulmans i cristians, reconciliats per fer front al perill comú; però la impaciència va impulsar al sultà a enfrontar quasi sol a l'enemic mongol. La batalla del Kösedağ, entre Erzindjan i Sivas, es va lliurar el 26 de juny de 1243 i va suposar una catàstrofe pels seljúcides. Els mongols van ocupar Sivas i Kayseri. El sultà va fugir i el visir Muhadjdjab al-Din probablement pel seu compte i risc, va signar un acord amb els mongols pel que Rum esdevenia un estat vassall i pagaria un alt tribut; així després de saquejar Kayseri, els mongols no van seguir endavant podent Khaykhusraw conservar el poder.
Kaykhusraw II va morir l'hivern del 1245 al 1246 deixant tres fills molt joves, Kaykaus II (11 anys) fill d'una dona grega filla d'un sacerdot; Kilidj Arslan IV (9 anys) fill d'una dona turca de Konya; i Ala al-Din Kayqubad II (7 o 5 anys), fill de la princesa georgiana Tamara. El primer tenia el suport del visir Shams al-Din al-Isfahani (que es va casar amb la vídua de Kaykhusraw) i tot i que no era el successor designat, es va imposar en el tron.
El 1248 el germà Kilidj Arslan va anar a trobar al gran kan Güyük i va aconseguir el repartiment del sultanat en dues parts; l'oest per Kaykaus amb capital a Konya i l'est per ell mateix amb capital a Sivas, sent la frontera el riu Kızılırmak. Però quan Kilidj Arslan va tornar a Anatòlia es va saber la mort de Güyük i el nomenament del seu successor Möngke i els amirs, inquiets van establir que els tres prínceps governarien junts (1249). Shams ad-Dîn al-Isfahani, visir de Kaykhusraw, assolia el poder sobre el triumvirat amb l'aprovació dels mongols, i exerceria el poder efectiu. Kaykaus II va governar la meitat occidental del sultanat, Kilidj Arslan l'oriental i Kayqubad la sud-oriental o Malatya. El mateix 1249 Shams al-Din al Isfahani fou arrestat i executat pels seus excessos i el nou visir Djalal ad-Din Karatay (turc: Celaleddin Karatay) va mantenir aquesta mena de govern conjunt, que va funcionar fins que els dos prínceps més grans van arribar a la majoria; llavors els conflictes van esclatar. Kaykaus II tenia el suport dels grecs de Nicea i Kilidj Arslan dels mongols i a més tenia al seu servei al pervaneh Muin al-Din Sulayman, una mena de primer ministre, que s'havia casat amb la princesa Tamara; Karatay va aconseguir mantenir la unitat fins a la seva mort el 1254, però després Kilidj Arslan es va revoltar obertament a Kayseri; fou derrotat i fet presoner a Amasya (1254 o 1255). Del 1249 fins al 1257 les monedes mostren el nom dels tres prínceps excepte les que es van encunyar vers 1254 per Kilidj Arslan que només porten el seu nom.
El 1256 Möngke va ordenar envair Anatòlia i Kaykaus II va ser derrotat en una batalla i es va refugiar a Nicea i el seu germà fou proclamat a Kayseri. Mongke va cridar a la seva presència a Kaykaus però aquest va enviar al seu lloc al seu germà Kayqubad amb valuosos regals. El 1257 Kilidj Arslan va marxar a la cort mongola a retre homenatge al gran kan i Kaykaus es va presentar a Konya i va recuperar el poder a la part occidental. Kayqubad al seu torn moria assassinat camí de la cort mongola de manera misteriosa; el gran kan va ordenar una investigació que no va portar a cap resultat concret. El kan Mongke va decidir llavors restablir la partició del sultanat (ara només en dues parts) per obtenir la participació dels dos kans en la lluita contra el califa abbàssida i contra els mamelucs.